# Абдак
„Абдак“ (на български: Плесница) е арменски народен литературен хумористичен седмичен вестник в България.
Отговорен редактор е Арам Гурбетян. Издадени са четири броя в периода 14 март – 4 април 1925 г. Отпечатва се в печатница „Арарат“ в София. Заглавието му е и на български и френски език.